# Edward Sandałowski
Edward Sandałowski (ur. 12 października 1875 w Zarszynie, zm. 13 lutego 1945 w Albigowej) – duchowny rzymskokatolicki, kanonik, działacz społeczny.

## Życiorys
Urodził się 12 października 1875 w Zarszynie. Był wnukiem Józefa (1807-1861, powstaniec listopadowy) oraz synem Pawła (1846-1929, powstaniec styczniowy, rolnik w Zarszynie) i Marii. 
W 1895 zdał egzamin dojrzałości w C. K. Gimnazjum Męskim w Sanoku. Po maturze podjął studia teologiczne. Jako alumn Seminarium Duchownego w Przemyślu otrzymał z rąk bp. Łukasza Soleckiego święcenia subdiakonatu 5 czerwca 1899, święcenia diakonatu 6 czerwca 1899 oraz święcenia prezbiteratu 8 czerwca 1899. Od 1899 przez dwa lata był wikarym w Głogowie, następnie przez dwa lata w Łańcucie. W 1904 został przeniesiony do Przemyśla, gdzie był wikarym katedralnym. W lutym 1907 został mianowany administratorem w Sarzynie. Od 1908 do 1912 pełnił urząd proboszcza parafii św. Sebastiana w Sarzynie. W tym czasie w Sarzynie w 1908 wybudował plebanię, a w 1910 został prezesem utworzonej Kasy Spółka Oszczędności i Pożyczek, założył oddział ochotniczej straży pożarnej. Po pożarze z 1909 działał na rzecz odbudowy miejscowości.
Od października 1912 do 1926 był proboszczem parafii Narodzenia Najświętszej Maryi Panny w Albigowej. W 1921 zainicjował budowę domu ludowego. W trakcie pracy w Albigowej objął w Łańcucie funkcje prezesa Kółka Rolniczego, Kasy Stefczyka i Składnicy Kółek Rolniczych oraz zainicjował utworzenie Włościańskiego Związku Hodowlanego. Podczas I wojny światowej w 1916 otrzymał tytuł Expositorium Canonicale. W 1923 otrzymał przywilej noszenia rokiety i mantoletu. Przed 1926 przystąpił do Związku Misyjnego Kleru. Pod koniec 1926 został mianowany kanonikiem gremialnym kapituły katedralnej w Przemyślu. W 1927 został mianowany egzaminatorem prosynodalnym. W grudniu 1928 został mianowany sędzią Sądu Duchownego. W 1932 został mianowany wicedziekanem dekanatu przemyskiego miejskiego. W 1935 został mianowany wizytatorem księży dziekanów. W lipcu 1939 został wybrany prezesem zarządu diecezjalnych Stowarzyszeń Męskiej Młodzieży Katolickiej.
W kwietniu 1944 zamieszkał w Albigowej. Tam zmarł 13 lutego 1945 i został pochowany na miejscowym cmentarzu 17 lutego 1945.
Wspomnienia ks. Edwarda Sandałowskiego pt. Liber memorabilium parochiae in Albigowa". Kalendarium I wojny światowej w kronice parafii Albigowa (28 VII 1914 – 1920) w publikacji Albigowa i Albigowianie w wojnach 1914-1920, 1939-1945. Cz. 1 w ramach „Zeszytów Albigowskich” 1-2 z 2005 pod redakcją Andrzeja Łobaza.
W „Kronice Diecezji Przemyskiej” z. 1-12 (1947) ukazało się Wspomnienia pośmiertne: Świętej pamięci ks. Jan Marek, ks. Edward Sandałowski. W 1995 ukazała się publikacja pt. Ks. Edward Sandałowski (1875–1945). Życie i działalność, autorstwa Krzysztofa Mijala.